# Theodor Marezoll
Gustav Ludwig Theodor Marezoll (* 13. Februar 1794 in Göttingen; † 25. Februar 1873 in Leipzig) war ein deutscher Rechtswissenschaftler und Hochschullehrer.

## Leben
Marezoll ist Sohn des Predigers, Theologen und Hochschullehrers Johann Gottlob Marezoll. Er studierte an den Universitäten in Jena und Göttingen und wurde an letzterer 1815 mit der Dissertation De institutionum ordine zum Dr. jur. promoviert. Bereits 1816 lehrte er als Privatdozent an der Universität in Jena.
Marezoll ging 1817 als außerordentlicher Professor der Rechte an die Universität Gießen und wurde dort bereits 1818, nachdem er einen Ruf an die Universität Rostock abgelehnt hatte, ordentlicher Professor. 1826 erfolgte dann die Ernennung zum Wirklichen Oberappellationsrat.
Während Marezoll zudem Rufe an die Universitäten in Jena, Kiel und Tübingen ablehnte, ging er 1837 als ordentlicher Professor der Rechte an die Universität Leipzig, an der er bis zu seinem Wechsel in den Ruhestand 1864 verblieb. An der Juristenfakultät der Universität Leipzig bekleidete er zwischen 1840 und 1858 sechs Mal die Position des Dekans der Fakultät. Er war Mitbegründer der Zeitschrift für Civilrecht und Prozess.

## Publikationen (Auswahl)
- Fragmentum legis Romanae in aversa tabulae Heracleensis parte, Göttingen 1816.
- Lehrbuch des Naturrechts, Gießen 1819.
- Über die bürgerliche Ehre, ihre gänzliche Entziehung und theilweise Schmälerung: eine historisch-dogmatische Abhandlung, Gießen 1824.
- Lehrbuch der Institutionen des römischen Rechtes, Leipzig 1841.
- Das gemeine deutsche Criminalrecht als Grundlage der neueren deutschen Strafgesetzgebungen, Leipzig 1847.